# Valdemorillo de la Sierra
Valdemorillo de la Sierra es un municipio español de la provincia de Cuenca, en la comunidad autónoma de Castilla-La Mancha. Tiene una población de 56 habitantes (INE 2024).

## Historia
Se supone un origen romano por las monedas y las ánforas encontradas en varios lugares de su comarca, aunque debieron ser poblados de escasa importancia.
Con la invasión árabe, los Olcades se establecen en Huélamo y se reparten por toda la Sierra. Por su nombre 'Valle del morillo', se debió de estar en un valle junto a un río, el Guadazaón (Wadi Saaron, 'Valle del frío').
Debido a la Reconquista, decidieron situarse en lugar más seguro, donde actualmente se encuentra, ya que se han encontrado varios enterramientos mirando a La Meca. En 1175 sus habitantes se negaron a pagar impuestos y se sublevaron contra el Califa de Córdoba. En 1178 tras la caída de Cuenca, los cristianos llegan al río Cabriel y toman Cañete. Pequeños grupos árabes cayeron bajo el dominio cristiano, entre ellos Valdemorillo.
En 1480 el señorío de Moya pasó a ser marquesado y entre los 32 pueblos que lo forman, se encuentra Valdemorillo de la Sierra. En 1521 varios de sus vecinos lucharon en las filas comuneras. Tras su derrota, fueron llevados a galeras. No sabemos de hijos ilustres, seguramente porque no los ha habido. Y en 1580, tiene su máximo esplendor con 580 habitantes, cifra que ha ido oscilando a lo largo de la historia, hasta nuestros días.
Hacia mediados del siglo XIX, el lugar tenía una población de 219 habitantes y un total de 56 casas. La localidad aparece descrita en el decimoquinto volumen del Diccionario geográfico-estadístico-histórico de España y sus posesiones de Ultramar de Pascual Madoz de la siguiente manera:

VAL DEL MORILLO: l. con ayunt. en la prov. y dióc. de Cuenca (5 leg.), part. jud. de Cañete (1 1/2), aud. terr. de Albacete (21), y c. g. de Castilla la Nueva (Madrid 30). sit. en terreno quebrado y á la márg. izq. del r. Guadazaon: su clima es algo frio, bien ventilado y poco propenso á enfermedades. Consta de 56 casas, de pobre construccion y escasas comodidades; para surtido del vecindario hay varias fuentes de buen agua; la igl. parr. es un edificio de poco mérito, y está servida por un cura de entrada y un sacristan. El térm. confina por N. con el de Valdelmoro; E. Campillos de la Sierra; S. Cañete, y O. Cierva: su terreno es de mediana calidad y la parte reducida á cultivo es de 300 fan. de tierra, la restante está poblada de pinos, robles, encinas y sabinas: el citado r. baña su térm. y se incorpora al Cabriel después de regar los de varios pueblos: los caminos son locales y en mal estado: la correspondencia se recibe de la cab. de part. prod.: trigo, cebada, centeno, avena y algunas legumbres; se cria ganado lanar y vacuno; caza de liebres, perdices y conejos y alguna mayor. ind.: la agricola, pecuaria y un molino harinero. comercio: la venta del sobrante de sus productos, y la importacion de algunos art. de primera necesidad. pobl.: 55 vec., 219 alm. cap. prod.: 527,480 rs. imp.: 28,174: el presupuesto municipal asciende á 1,800 rs. y se cubre con el prod. del mencionado molino y un horno correspondiente á propios.
(Madoz, 1849, p. 261)

Hasta la reforma de la nomenclatura municipal de 1916 el municipio se llamaba simplemente Valdemorillo. En dicha fecha su nombre fue modificado por el de Valdemorillo de la Sierra.

## Demografía
Valdemorillo de la Sierra cuenta con una población de 56 habitantes (INE 2024).
| Gráfica de evolución demográfica de Valdemorillo de la Sierra entre 1842 y 2021 |
| |
| Población de derecho según los censos de población del INE Población de hecho según los censos de población del INEEn estos censos se denominaba Valdemorillo: 1842, 1857, 1860, 1877, 1887, 1897, 1900 y 1910 |

## Fiestas
Sus fiestas patronales, en honor a San Roque, se celebran en la semana que comprende del 14 de agosto al 19 del mismo mes. Su peña más famosa y antigua es la peña El Galufo, peña taurina y animadora de las fiestas patronales. El día 14 de agosto se celebra el popular paseo de Serranos.